# Château de Krujë
Le château de Krujë (en albanais : Kalaja e Krujës) est un château situé à Krujë, en Albanie. Il est le théâtre de la rébellion de Skanderbeg contre l’empire ottoman au XVe siècle.
À l'intérieur du château se trouvent la Teqe de Dollme du Bektachi (une secte soufie islamique), le musée national Skanderbeg, les vestiges de la mosquée du sultan Fatih Mehmed et son minaret, un musée ethnographique et un bain turc.

## Histoire
Pendant la révolte albanaise de 1432 à 1436, la ville fut assiégée sans succès par Andrea Thopia et la domination ottomane fut restaurée. Après la rébellion de Skanderbeg en 1443, le château résista à trois grands sièges des Turcs en 1450, 1466 et 1467, avec des garnisons ne dépassant généralement pas 2 000 à 3 000 hommes sous le commandement de Skanderbeg. Mehmed II Le Conquérant ne put lui-même briser les petites défenses du château avant 1478, 10 ans après la mort de Skanderbeg.
C'est aujourd'hui un centre touristique important et une source d'inspiration pour les Albanais. Il est d'ailleurs représenté au dos des billets de 1 000 lekë entre 1992 et 1996 et sur les revers des billets de 5 000 lekë émis depuis 1996.
Le château de Krujë est situé à une altitude de 557 mètres.

## Musées

### Musée nationalGjergj Kastrioti Skenderbeu

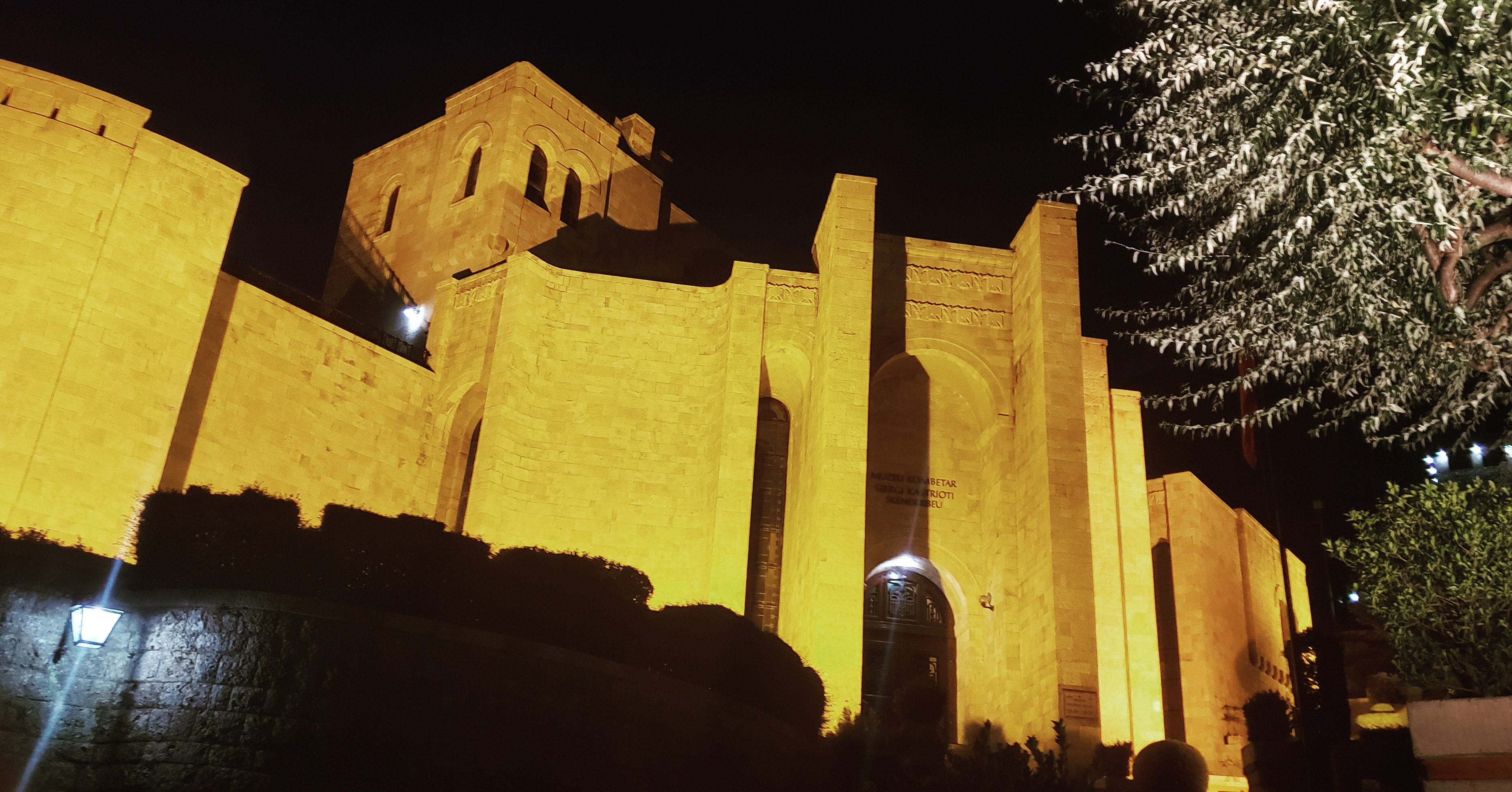
Château de Krujë (musée national de Skanderbeg).

Les Albanais s'identifient à l'histoire du château de Croïa qui est l'un des endroits les plus visités du pays. L'une des principales attractions de la forteresse est le musée national Georges Castriote Skanderbeg (Muzeu Kombetar Gjergj Kastrioti Skenderbeu). Ce musée a été construit au début des années 1980 par les architectes Pranvera Masha et Pirro Vaso. À l'intérieur du musée, beaucoup de bibliographies originales, de documents, d'objets et d'authentiques reproductions représentant l'histoire du peuple albanais au XVe siècle. Ce musée est devenu une icône de la ville.

### Le musée ethnographique
Le musée ethnographique, situé au sud du château de Croïa, est une autre attraction touristique. Ce musée est conçu sur la base d'une maison typique du XIXe siècle. Il révèle les méthodes durables de production d'outils, d'aliments, de boissons et de meubles dans un ménage typique. Il y a aussi des objets dont de vieux objets en bois et en métal qui représentent le style de vie à l'époque dans le château.